# Sourya Sihachakr
Sourya Sihachakr est un mangaka et auteur de bande dessinée français né le 5 juillet 1986.

## Biographie
Né à Aix-en-Provence en 1986, Sourya vit au Laos entre 3 et 15 ans. De retour en France, il étudie l'animation à l'Institut supérieur des arts appliqués à Paris, puis à l'école des métiers du cinéma d'animation à Angoulême,. 
Sourya se fait particulièrement connaître comme auteur de bande dessinée en 2013, lorsqu'il dessine la série Rouge, spin-off de l'univers Freaks' Squeele de Florent Maudoux. Il était initialement envisagé de lui confier un projet centré sur Valkyrie, mais tous les deux sont convenus que son style conviendrait mieux à l'histoire de Xiong Mao. 
Il contribue aux différents projets du label 619, en particulier DoggyBags puis Midnight Tales de Mathieu Bablet.
À partir de 2018, il crée la série Talli, Fille de la Lune chez Ankama Éditions, dont il assure le scénario et le dessin.
Sourya se dit influencé par des mangakas tels que Rumiko Takahashi, Akira Toriyama, Hayao Miyazaki et Mœbius.

## Œuvre
- Série Rouge, de l'univers Freaks' Squeele, aux éditions Ankama :

1. Cœur ardent (2013)
2. Ma douce enfant (2014)
3. Que sera sera (2015)

- Série Talli, Fille de la Lune, aux éditions Ankama (actuellement trois tomes)

## Distinctions
- Prix du public aux Espoirs de l’Animation (Canal J) pour La Leçon de Piano